# Stazione meteorologica di Benevento
La stazione meteorologica di Benevento è la stazione meteorologica di riferimento relativa alla città di Benevento. 

## Coordinate geografiche
La stazione meteo si trova nell'Italia meridionale, in Campania, nel comune di Benevento, a 170 metri s.l.m. e alle coordinate geografiche 41°08′N 14°46′E.

## Dati climatologici
In base alla media trentennale di riferimento 1961-1990, la temperatura media del mese più freddo, gennaio, si attesta a +7,6 °C; quella dei mesi più caldi, luglio e agosto, è di +24,7 °C .
| Benevento          | Mesi | Mesi | Mesi | Mesi | Mesi | Mesi | Mesi | Mesi | Mesi | Mesi | Mesi | Mesi | Stagioni | Stagioni | Stagioni | Stagioni | Anno |
| Benevento          | Gen  | Feb  | Mar  | Apr  | Mag  | Giu  | Lug  | Ago  | Set  | Ott  | Nov  | Dic  | Inv      | Pri      | Est      | Aut      | Anno |
| ------------------ | ---- | ---- | ---- | ---- | ---- | ---- | ---- | ---- | ---- | ---- | ---- | ---- | -------- | -------- | -------- | -------- | ---- |
| T. max. media (°C) | 11,1 | 12,3 | 14,9 | 19,1 | 23,6 | 28,2 | 31,3 | 31,2 | 27,3 | 21,7 | 16,0 | 12,6 | 12,0     | 19,2     | 30,2     | 21,7     | 20,8 |
| T. min. media (°C) | 4,1  | 4,6  | 6,5  | 9,2  | 12,5 | 16,0 | 18,0 | 18,2 | 16,1 | 11,9 | 8,5  | 6,2  | 5,0      | 9,4      | 17,4     | 12,2     | 11,0 |